# Potrerillos, Puebla
Potrerillos är en ort i Mexiko.   Den ligger i kommunen Chignahuapan och delstaten Puebla, i den sydöstra delen av landet, 110 km nordost om huvudstaden Mexico City. Potrerillos ligger 2 744 meter över havet och antalet invånare är 234.
Terrängen runt Potrerillos är lite kuperad. Runt Potrerillos är det ganska tätbefolkat, med 54 invånare per kvadratkilometer. Närmaste större samhälle är Cuautepec de Hinojosa, 15,5 km nordväst om Potrerillos. Omgivningarna runt Potrerillos är en mosaik av jordbruksmark och naturlig växtlighet.